# Protodacnusa cubiceps
Protodacnusa cubiceps är en stekelart som beskrevs av Papp 2005. Protodacnusa cubiceps ingår i släktet Protodacnusa och familjen bracksteklar. Inga underarter finns listade i Catalogue of Life.